# Calamaria leucogaster
Calamaria leucogaster — вид змій родини полозових (Colubridae). Мешкає в Південно-Східній Азії.

## Поширення й екологія
Calamaria leucogaster мешкають на Малайському півострові, на сході Суматри та на Калімантані. Вони живуть у вологих тропічних лісах, переважно на висоті від 300 до 600 м над рівнем моря, однак на горі Кінабалу на висоті від 900 до 1200 м над рівнем моря.